# Cousseron
Der Cousseron ist ein Fluss in Frankreich, der in der Region Centre-Val de Loire verläuft. Er entspringt beim Weiler Les Bindets, im westlichen Gemeindegebiet von Chezal-Benoît, entwässert generell Richtung Nordwest und mündet nach rund 19 Kilometern im Gemeindegebiet von Condé als rechter Nebenfluss in die Théols.
Auf seinem Weg durchquert der Cousseron die Départements Cher und Indre.

## Orte am Fluss
(Reihenfolge in Fließrichtung)
- Pontfichard, Gemeinde Saint-Aubin
- Condé